# 长山县 (山东)
長山縣，中国旧县名，治所在于今山东省滨州市邹平县东南，亦有部分在今淄博市境。

## 历史
汉代时称於陵，《元和郡县志》卷十一《淄州》："淄州长山县，本汉於陵地。"南北朝时，称武强县。隋朝开皇十八年（598年），武强县改称长山县。大业初年，济南县并入。属齐郡。唐朝时，属淄州、淄川郡。元朝时，初属济南路，中统三年（1262年）归般阳府路。明朝洪武二年（1369年）七月，属济南府。清朝时仍属济南府。清朝时，其境内周村兴起，至咸丰年间建周村城墙。
1937年12月25日，长山县沦陷于日军之手，次日周村沦陷。1943年，为纪念长山县出生的抗日英雄马耀南，更名为耀南县，至1950年复名。1940年代，周村划出设立周村市。1949年后，属淄博专区。1950年3月，山东省人民政府将周村市并入长山县。11月28日，山东省人民政府复置周村区。1950年，长山县属淄博专区，1953年改属惠民专区，1955年废除，并入邹平县。

## 名人
- 范仲淹，生于北宋苏州，曾随母亲谢氏改嫁到长山县一朱姓人家，并改姓名叫朱说。